# Paraembolides variabilis
Paraembolides variabilis là một loài nhện trong họ Hexathelidae. Loài này phân bố ở New South Wales.